# Adonisea gaurae
Adonisea gaurae là một loài bướm đêm trong họ Noctuidae.